# Microgaster globata
Microgaster globata är en stekelart som först beskrevs av Carl von Linné 1758.  Microgaster globata ingår i släktet Microgaster och familjen bracksteklar. Arten är reproducerande i Sverige. Inga underarter finns listade i Catalogue of Life.